# Mercedes-Benz O 3500
El Mercedes-Benz O 3500 fue el primer ómnibus desarrollado por Daimler-Benz AG tras la Segunda Guerra Mundial y el primer autobús producido en la planta de Mannheim. Se fabricó entre los años 1949 y 1955. Al mismo tiempo, dada la estrecha relación con los camiones L 3500, se presentó el motor diésel OM 312 de los camiones instalado al frente bajo su predominante capó. Desde el compacto S 3500 desarrollado unos pocos años antes, el Mercedes-Benz O 3500 es una familia entera de autobuses interurbanos y autobuses urbanos los cual permitieron viajes en autobús de primera clase para el pueblo.
Con 6049 ejemplares desde diciembre de 1949 hasta finales de 1955, la producción de O 3500 fue uno de los más exitosos de su tiempo. 
Data 31 /12/2015 mercedes benz 0 3500